# Ludovicus Caytan
Ludovicus Caytan (Roeselare, 19 februari 1742 – Brugge, 3 januari 1813), ook Lodewijk Caytan of Louis-Albert Caytan, was een Belgisch priester. Hij schreef verschillende theologische werken. Hij zette zich in tegen de bedelarij in de stad Brugge en was een fel tegenstander van de Franse bezetting in het begin van de negentiende eeuw.

## Biografie
Ludovicus Albertus Caytan was de zoon van timmerman Jacobus Cayman en Maria-Catharina Roobaert. Hij studeerde in Roeselare aan het college van de paters augustijnen en nadien bij de jezuïeten van Dowaai. In 1766 werd hij priester gewijd en promoveerde hij tot doctor in de theologie. Hij werd benoemd als onderpastoor van Rumbeke waar hij samenwoonde met deken Pieter Frans Valcke die bekend was als predikant. In 1774 werd hij pastoor van de derde portie op de O.-L.-Vrouweparochie in Brugge en tevens aalmoezenier van het Magdalenagasthuis. Zo kwam hij in contact met de tuchthuizen voor mannen en vrouwen. Hij zag de bedelarij als oorzaak van veel misdrijven en openbare dronkenschap in de stad. Ter bestrijding van de bedelarij werd hij in 1776 een van de stichters van de Brugse armentafel of 'Jointe'. Dit leverde hem heel wat kritiek op. 
In 1790 werd hij kanunnik van Sint-Donaas en boekencensor. Hier was kritiek op wegens zijn houding tijdens de Brabantse Omwenteling en zijn anti-Oostenrijkse houding. Na het uitbreken van de Franse Revolutie zette hij zich in om gevluchte Franse priesters een onderkomen aan te bieden. In 1792 werd ook aangesteld als secretaris van de bisschop van Brugge. Meer dan de vicarissen-generaal, die zich eerder bescheiden opstelden, werd hij de ziel van de weerstand die zich ontwikkelde bij de West-Vlaamse clerus. In 1795 werd hij een eerste maal door de Franse bezetter gevangengezet omdat hij zijn aandeel in de som die de Brugse geestelijken moesten betalen, niet op tijd inbracht. In 1796 werd hij door een beroerte getroffen die de rechterkant van zijn lichaam verlamde. Hij leerde toen moeizaam om voortaan met de linkerhand te schrijven. 
In 1799-1800 werd hij opnieuw gevangengezet, nadat hij sinds 1797 was ondergedoken, omdat hij de eed van haat aan het koningschap weigerde af te leggen. Dit duurde totdat onder het Consulaat de rust terugkeerde en in 1801 het concordaat werd afgesloten. Het belette niet dat Caytan strijdlustig bleef. Toen in 1801 de uit de Onze-Lieve-Vrouwekerk geroofde grote Mariaklok in de Halletoren werd gehangen om voortaan als "zegeklok" te dienen, schreef hij een lang hekeldicht, dat zeventig jaar later de aandacht trok van Guido Gezelle, die het in 't Jaer 70 publiceerde.
Caytan werd goed bevriend met Etienne Fallot de Beaumont, de Napoleongezinde bisschop van het heropgerichte bisdom Gent. Deze benoemde hem in 1803 tot erekanunnik van de Sint-Baafskathedraal in Gent en bevestigde hem als vicaris-generaal van het bisdom. Caytan bekwam onder meer dat het voormalige augustijnenklooster in Roeselare de thuisbasis werd van het in 1806 opgerichte Klein Seminarie.
Caytan kwam voor een derde maal in de gevangenis terecht in 1812. Hij weigerde, ondanks het bevel van de bisschop, het gebed voor de keizer na de hoogmis te zingen. Paus Pius VII had na de bezetting van de Kerkelijke Staat door Napoleon de gelovigen verboden aanwezig te zijn tijdens dit gebed. Na vermaningen werd Caytan opgepakt en in het krankzinnigengesticht  Sint-Juliaan in Brugge opgesloten. Hij stierf er eenzaam maar vol berusting. Door zijn lot werd hij het symbool van de weerstand van de West-Vlaamse geestelijken tegen Napoleon.

## Werken
- Beschryving van Rousselaere
- Historisch verhael der daeden van de missionarissen en merkweerdigheden der Landen hunner zending
- Officium S. Bonifatii, episcopi et martyris et ecclesiae B.M.V. Patroni (Brugge, 1788, opgesteld voor de O.-L.-Vrouwkerk te Brugge)
- Den Godtvrugtigen Landsman, ofte gebedenboek, bezonderlyk ten baete der landslieden, behelzende de voornaemste litanien, gebeden, bemerkingen en onderwijzingen om hun op te wekken tot een godvrugtig leven, en hunne zaligheyd uyt-te-werken (Brugge,1786) (laatste herdruk 1893)
- Verzaemeling van grafschriften uit de afgeschafte kloosters van Brugge, 1783-1784.
- De gronden van het geestelijk leven, getrokken uijt de boeken van de Naervolginge van Jesus-Christus (Brugge, 1803)
- Den Vader der arme, afgebeeld in het gestigtig leven van den eerweerden heer Josephus van Dale, priester en instelder der vergaedering van de zondagschool tot Cortrijk; waer in eene korte verhandeling op de publyke Bedelrie (Brugge, 1804)
- Lusthof der gebeden, verciert met godvrugtige Oeffeningen en Litanien (Brugge, 1805)
- Wonderbaer leven van de H. Lydwina die uytgeschenen heeft in verduldigheyd, in geduerige ziekten en veelderhande smerten en ellenden, ten tyde van 38 jaeren en eenige maenden, in Holland overleden ten jaere 1435" (Brugge, 1806),
- Handboeken voor d'Ingeschrevene in het Broederschap der Goede Dood, onder de bescherming van d'Aldcrheyligste Maegd Maria, Onbevlekt ontfangen. Ingesteld in de Parochiale Kerke van O.-L.-V. tot Brugge, den 22 September 1808 (Brugge, s.d.).